# Stauropus flavofasciata
Stauropus flavofasciata är en fjärilsart som beskrevs av Hoffmeyer 1960. Stauropus flavofasciata ingår i släktet Stauropus och familjen tandspinnare. Inga underarter finns listade i Catalogue of Life.